# Шуазёль-Франсьер, Клод де
Клод де Шуазёль (фр. Claude de Choiseul; 8 октября 1633, Ромийи-сюр-Сен — 15 марта 1711, Париж), маркиз де Франсьер, называемый графом де Шуазёлем  — французский военачальник, маршал Франции.

## Биография
Сын Луи де Шуазёля, маркиза де Франсьера, и Катрин де Нисе.
Сеньор д'Ируэр и де Фонтенбетон.
В 1649 году, после отставки отца, стал губернатором и бальи Лангра; в 1649—1651 годах служил добровольцем на войне с Испанией, затем отец передал ему роту в полку Конде. 6 мая 1653 стал кампмейстером набранного им кавалерийского полка. В кампанию того года участвовал в бою при Витри-сюр-Сен и осадах Музона и Сент-Мену.
В 1654 году во время обороны Арраса атаковал испанские линии и разгромил полк Обока, захватив литавры. В следующем году отметился при осадах Ландреси, Конде и Сен-Гилена. В 1656 году в ходе осады Валансьена с 12 эскадронами остановил 30 неприятельских, намеревавшихся разграбить обоз маршала Тюренна, занятого осадой Камбре. В 1657 году служил при осаде Монмеди, укрепился в Ретеле, которому угрожали испанцы, затем выступил на завоевание Сен-Венана и Мардика.
В 1658 году маршал Лаферте поручил Шуазёлю командование двухтысячным отрядом для прикрытия Ландреси, Ле-Кенуа и соседних крепостей во время осады Дюнкерка. В 1659 году был заключен Пиренейский мир и 18 апреля 1661 полк Шуазёля был свернут до вольной роты. С этой ротой участвовал в осаде Марсаля в Лотарингии, закончившейся заключением договора в Номени 1 сентября 1663.
Под командованием графа Колиньи отличился в битве при Сентготарде 1 августа 1664. Вернувшись во Францию, 7 декабря 1665 восстановил свой полк. Бригадир кавалерии (4.05.1667), участвовал в осадах и взятии Турне (24.06), Дуэ и форта Скарп (6.07), Лилля (27.08), разгроме графа де Маршена и принца де Линя у Брюггского канала (31.08), где он захватил литавры вражеского полка и взял пленных. В следующем году служил в Нидерландах до подписания Ахенского мира 2 мая. 24 мая распустил полк, приказом от 26-го сохранив свою роту.
Кампмаршал (2.04.1669), отправился оборонять Кандию в составе французского корпуса маршала Навая, и своим мужеством заслужил европейскую известность. В вылазке 25 июня командовал резервом и в бою под ним была убита лошадь.
В марте 1672 отказался от командования ротой, служил в качестве кампмаршала в войсках принца Конде при осаде Везеля, сдавшегося 4 июня, переправе через Рейн 12-го, завоевании Арнема 15-го, форта Скенк 19-го, Нимвегена 9 июля, острова и города Боммел 26 сентября. Участвовал в осаде Орсуа и взял замок Ульм, где захватил 50 пленных. В следующем году в армии Конде командовал батальоном и ротой кавалерии, с которыми успешно оборонял Брагу близ Везеля от частей принца Оранского. Сражался в битве при Сенефе, где выбил противника с возвышенности и заставил с потерями отступить в деревню. Зимой служил в Лотарингии в войсках маршала Рошфора, взял Цвайбрюккен и несколько замков.
Генерал-лейтенант армий короля (25.02.1676). Служил в Германской армии маршала Люксембурга. Командуя арьергардом при отступлении от Саверна, разбил сопровождение вражеских фуражиров. В 1677 году служил в Германской армии маршала Креки, сражался при Кокесберге 7 октября, участвовал во взятии Фрайбурга 14 ноября. Под командованием того же военачальника 6 июля 1678 внес вклад в победу над графом фон Штарембергом, оборонявшим Райнфельденский тет-де-пон, переправился через Кинтц на виду у герцога Лотарингии, окопавшегося на другом берегу, и заставив его 23 июля отступить в беспорядке, после чего 27-го овладел фортом Кель.
В 1679 году служил в Нижнерейнской армии, принимал участие в разгроме частей курфюрста Бранденбургского 21 июня, переправился через Везер и 30-го штурмом взял вражеские укрепления на другом берегу реки.
11 марта 1684 с позволения Людовика XIV был назначен генерал-фельдмаршалом армии Кельнского курфюрста и вернул под его власть город Льеж. 12 августа Людовик назначил маркиза де Франсьера губернатором Сент-Омера. Курфюрст в знак признательности подарил Шуазёлю три пушки и король патентом от 9 ноября разрешил принять этот подарок.
31 декабря 1688 был пожалован в рыцари орденов короля. Герцог де Сен-Симон пишет, что маркиз был в плохих отношениях с Лувуа и решение короля, принятое вопреки мнению военного министра, стало для него приятной неожиданностью, «он был вне себя от радости 
и то и дело самодовольно поглядывал на себя в зеркало, любуясь своей голубой лентой». Близкая подруга Шуазёля Нинон де Ланкло, и в старости сохранившая остроумие, несколько раз застала его за этим самолюбованием, после чего произнесла: «Господин граф, если я еще раз замечу вас за этим занятием, то назову всех тех, кто был награжден вместе 
с вами», немекая на то, что среди большого числа пожалованных в тот раз «действительно были весьма жалкие личности».
Во время войны Аугсбургской лиги в 1689 году служил в Германской армии маршала Дюраса. Командовал отдельным корпусом из пяти тысяч человек, 10 июня переправился через Рейн по Юнингенскому мосту, стал лагерем у Весселера, в одном лье от Базеля, и опустошил Дурлахское маркграфство. Наблюдал за проходившим в то время швейцарским сеймом, решавшим вопрос о политической ориентации в начавшейся войне, а также за действиями курфюрста Баварского, и в случае его соединения с герцогом Лотарингским, должен был поступить в распоряжение маршала Дюраса. 12 июня взял Бреттен, затем замок Штаффурт, отразив отряд, пришедший на помощь этой крепости. В том же году служил в армии Монсеньора, в следующем — маршала Лоржа, державшегося в обороне.
В 1691 году не служил, в 1692-м был направлен в Нормандскую армию маршала Бельфона, защищавшую морское побережье.
27 марта 1693 в Версале был произведен в маршалы Франции, став третьим представителем рода Шуазёлей, получившим этот чин, и 27 апреля вместе с маршалом Лоржем был назначен командовать Германской армией, не совершившей в том году никаких походов. В апреле 1693 был пожалован в рыцари ордена Святого Людовика.
28 апреля 1694 назначен командующим Нормандской армией. Во время его командования в провинции английский флот в июне 1694 подверг бомбардировке и полностью разрушил Дьеп. 8 марта 1595 стал командующим армией Нормандского и Бретонского побережий. 17 апреля 1696 получил под командование Рейнскую армию. По словам герцога де Сен-Симона, «прежде чем сообщить маршалу де Шуазёлю о новом назначении, Король пригласил его к себе в кабинет и в течение довольно продолжительного времени заставлял описывать все, что он видит за окнами; таким способом Король убедился, что маршал, очень плохо видевший вблизи, прекрасно различает предметы на удаленном расстоянии». Приказал возвести на Рейне напротив Шрека крепость, куда 30 июля ввел двухтысячный гарнизон, тем самым закрыв для неприятеля переправы через Рейн, прикрыл Филиппсбург и Ландау, приказал срыть оборонительные линии, построенные имперцами на Шпайербахе, после чего распустил войска на зимние квартиры.
7 мая 1697 снова был назначен командующим Рейнской армией; держался в обороне до подписания Рисвикского мира, после чего оставил военную службу.
Сен-Симон, служивший под его командованием в 1696—1697 годах, пишет, что «славный маршал был воплощением множества добродетелей, правда весьма унылых, и к тому же не слишком блистал умом», хотя и признает, что тот был одним из самых заслуженных генералов.
22 сентября 1706 был назначен губернатором Валансьена, на место погибшего маршала Марсена, и отставлен от губернаторства в Сент-Омере. С 1707 года, после смерти маршала Эстре, был дуайеном маршалов Франции. Умер в Париже в марте 1711. Погребен в церкви Пикпюс под Парижем.
Жена (контракт 5.05.1658): Катрин-Альфонсин де Ранти (ок. 1636—17.10.1710), дочь Гастона-Жана-Батиста де Ранти, барона де Ланделя, и Элизабет де Бальзак. Брак бездетный